# Grand Prix automobile d'Argentine 1973
Le Grand Prix automobile d'Argentine 1973 est une course de Formule 1 qui s'est déroulée sur le circuit Oscar Alfredo Galvez à Buenos Aires le 28 janvier 1973.

## Classement
| Pos  | N° | Pilote               | Voiture           | Tours | Temps/Abandon      | Grille | Points |
| ---- | -- | -------------------- | ----------------- | ----- | ------------------ | ------ | ------ |
| 1    | 2  | Emerson Fittipaldi   | Lotus-Ford        | 96    | 1 h 56 min 18 s 22 | 2      | 9      |
| 2    | 8  | François Cevert      | Tyrrell-Ford      | 96    | +4 s 69            | 6      | 6      |
| 3    | 6  | Jackie Stewart       | Tyrrell-Ford      | 96    | + 33 s 19          | 4      | 4      |
| 4    | 18 | Jacky Ickx           | Ferrari           | 96    | +42 s 57           | 3      | 3      |
| 5    | 14 | Denny Hulme          | McLaren-Ford      | 95    | + 1 tour           | 8      | 2      |
| 6    | 12 | Wilson Fittipaldi    | Brabham-Ford      | 95    | + 1 tour           | 13     | 1      |
| 7    | 32 | Clay Regazzoni       | BRM               | 93    | + 3 tours          | 1      |        |
| 8    | 16 | Peter Revson         | McLaren-Ford      | 92    | + 4 tours          | 11     |        |
| 9    | 20 | Arturo Merzario      | Ferrari           | 92    | + 4 tours          | 14     |        |
| 10   | 22 | Mike Beuttler        | March-Ford        | 90    | Suspension         | 18     |        |
| Abd. | 24 | Jean-Pierre Jarier   | March-Ford        | 84    | Radiateur          | 17     |        |
| Abd. | 30 | Jean-Pierre Beltoise | BRM               | 79    | Moteur             | 7      |        |
| Nc.  | 38 | Howden Ganley        | Iso Marlboro-Ford | 79    | Non classé         | 19     |        |
| Abd. | 4  | Ronnie Peterson      | Lotus-Ford        | 67    | Pression d'huile   | 5      |        |
| Abd. | 34 | Niki Lauda           | BRM               | 66    | Pression d'huile   | 13     |        |
| Abd. | 10 | Carlos Reutemann     | Brabham-Ford      | 16    | Boîte de vitesses  | 9      |        |
| Abd. | 26 | Mike Hailwood        | Surtees-Ford      | 10    | Transmission       | 10     |        |
| Abd. | 28 | Carlos Pace          | Surtees-Ford      | 10    | Suspension         | 15     |        |
| Abd. | 36 | Nanni Galli          | Iso Marlboro-Ford | 0     | Moteur             | 16     |        |

Légende :
- Abd.=Abandon

## Pole position et record du tour
- Pole position : Clay Regazzoni (BRM) en 1 min 10 s 54 (vitesse moyenne : 170,712 km/h).
- Tour le plus rapide : Emerson Fittipaldi (Lotus-Ford) en 1 min 11 s 22 au 79e tour (vitesse moyenne : 169,082 km/h).

## Tours en tête
- Clay Regazzoni (BRM) : 28 (1-28)
- François Cevert (Tyrrell-Ford) : 57 (29-85)
- Emerson Fittipaldi (Lotus-Ford) : 11 (86-96)

## À noter
- 7e victoire pour Emerson Fittipaldi.
- 48e victoire pour Lotus en tant que constructeur.
- 52e victoire pour Ford en tant que motoriste.